# Redukujući agens
Redukujući agens (reduktans, reducer) je element ili jedinjenje u redukciono-oksidacionoj (redoks) reakciji koje predaje elektron drugom reaktantu. Pošto reducer gubi elektron kaže se da se on „oksiduje“, stoga je neophodno prisustvo „oksidansa“ (oksidujućeg angensa). Ako je jedna hemikalija donor elektrona (reduktans), druga mora da bude primalac elektrona (oksidans). Reduktansi se „oksiduju“, a oksidansi se „redukuju“. Na primer:
Redukujući agens u ovoj reakciji je ferocijanid. On donira elektron, oksidujući se do fericijanida, simultano oksidans hlor se redukuje do hlorida.
U organskoj hemiji, redukcija se specifično odnosi na adiciju vodonika u molekul, mada je gore navedena definicija takođe primenljiva. Na primer, benzen se redukuje do cikloheksana u prisustvu platinskog katalizatora:
U organskoj hemiji, dobri redukujući agensi su reagensi koji proizvode .

## Karakteristike redukujućih agenasa
Jaki redukujući agensi lako gube (ili doniraju) elektrone. Atomi sa relativno velikim atomskim radijusom su obično dobri redukujući agensi. Kod njih je rastojanje od nukleusa do valentnih elektrona dovoljno veliko da ti elektroni ne budu snažno privučeni. Dobri redukujući agensi se sastoje od atoma sa niskom elektronegativnošću, sposobnošću atoma ili molekula da privlači vezujuće elektrone. Hemijske grupe sa relativno malim energijama jonizacije su takođe dobri redukujući agensi. „Mera sposobnosti materijala da se oksiduje ili izgubi elektrone je poznata kao njegov oksidacioni potencijal“. Sledeća tabela pokazuje nekoliko redukcionih potencijala. Oni se lako mogu pretvoriti u oksidacione potencijale jednostavnom promenom znaka. Redukujući agensi se mogu rangirati po jačini koristeći njihove oksidacione potencijale. Redukujući agens je jači kada kada ima pozitivniji oksidacioni potencijal, a slabiji kad ima negativan oksidacioni potencijal. Vrednosti redukcionih potencijala u sledećoj tabeli su merene na 25 °.
| Oksidujući agens | Redukujući agens | Redukcioni potencikal () |
| ---------------- | ---------------- | ------------------------ |
| =                |                  | −3.04                    |
| =                |                  | −2.71                    |
| =                |                  | −2.38                    |
| =                |                  | −1.66                    |
| =                |                  | −0.83                    |
| =                |                  | −0.74                    |
| =                |                  | −0.44                    |
| =                |                  | 0.00                     |
| =                |                  | +0.15                    |
| =                |                  | +0.16                    |
| =                |                  | +0.80                    |
| =                |                  | +1.07                    |
| =                |                  | +1.36                    |
| =                |                  | +1.49                    |

Među , ,  i −, Na je najjači redukujući agens, a Cl− je najslabiji. Česti redukujući agensi su metali kalijum, kalcijum, barijum, natrijum i magnezijum, kao i jedinjenja koja sadrže H− jon, kao što su NaH, LiH,  i .
Neki elementi i jedinjenja mogu da budu redukujući i oksidujući agensi. Vodonični gas je redukujući agens kad reaguje sa nemetalima i oksidujući agens kad reaguje sa metalima.
Vodonik deluje kao oksidujući agens jer prima elektron koji donira litijum, što uzrokuje oksidaciju litijuma.
Polureakcije: 
Vodonik deluje kao redukujući agens jer donira svoje elektrone fluoru, što omogućava fluoru da se redukuje.
Polureakcije: -{H20(g) → 2 H+(g) + 2 e−:::::
F20(g) + 2 e− → 2 F−(g)}-

## Spoljašnje veze
- Tabla jačina redukujućih agenasa